# Jun Mizutani
Jun Mizutani, född den 9 juni 1989 i Iwata, är en japansk bordtennisspelare.
Han tog OS-brons i herrsingel i samband med de olympiska bordtennisturneringarna 2016 i Rio de Janeiro..